# Jårpasåkasjaure
Jårpasåkasjaure är en sjö i Gällivare kommun i Lappland och ingår i Luleälvens huvudavrinningsområde. Sjön har en area på 0,44 kvadratkilometer och ligger 578 meter över havet. Jårpasåkasjaure ligger i Sjaunja Natura 2000-område.

## Delavrinningsområde
Jårpasåkasjaure ingår i det delavrinningsområde (749096-165254) som SMHI kallar för Inloppet i Nujaure. Medelhöjden är 611 meter över havet och ytan är 27,47 kvadratkilometer. Räknas de 4 avrinningsområdena uppströms in blir den ackumulerade arean 42,01 kvadratkilometer. Sjaunjaätno som avvattnar avrinningsområdet har biflödesordning 2, vilket innebär att vattnet flödar genom totalt 2 vattendrag innan det når havet efter 316 kilometer. Avrinningsområdet består mestadels av skog (59 procent) och sankmarker (24 procent). Avrinningsområdet har 1 kvadratkilometer vattenytor vilket ger det en sjöprocent på 3,6 procent.